# Jonas Armstrong
Jonas Armstrong (Dublin, 1 januari 1981) is een Iers acteur die opgroeide in Lancashire. Hij is vooral bekend geworden door de serie Robin Hood, die uitgezonden werd door de BBC en waarin hij de hoofdrol vertolkte.

## Carrière
Nadat hij afgestudeerd was aan de Royal Academy of Dramatic Art in 2003 verscheen hij in het koninklijk theater in Northampton als Derek Meadle. In maart 2004 speelde hij mee in The Skin of our Teeth als Henry. Nog in 2004 speelde hij mee in 6 afleveringen van de vierde serie van de komische serie Teachers op Channel 4. In januari 2005 verscheen hij als Richard in Rutherford & Zoon bij de Royal Exchange in Manchester. Later in 2005 verscheen hij weer op Channel 4 in de misdaad dramaserie The Ghost Squad als Pete Maitland. In december 2006 speelde hij in het tweedelige misdaaddrama Losing Gemma op ITV.
Zijn eerste grote tv-rol kwam in oktober 2006 toen hij gevraagd werd voor Robin van Locksley te spelen in de serie Robin Hood. Tijdens het filmen van de tweede reeks (die werd uitgezonden in 2007) liep Armstrong een gebroken middenvoetsbeen op tijdens een gevechtsscène. Armstrong was een gast in het BBC-komediespel Never Mind the Buzzcocks op 28 februari 2007.
In augustus 2008 heeft de BBC bevestigd dat Armstrong zou vertrekken aan het einde van het derde seizoen van Robin Hood (de laatste aflevering werd uitgezonden op 27 juni 2009). De reden daarvoor was volgens Armstrong omdat hij zocht naar nieuwe doelstellingen. De BBC kon geen vierde seizoen meer maken omdat Armstrong te veel gemist zou worden. In 2008 verscheen hij in de horrorfilm Book of Blood, die is gebaseerd op een kort verhaal van Clive Barker.
Armstrong verscheen in seizoen 3 van de derde reeks van de BBC serie The Street. De aflevering waarin hij speelde werd uitgezonden op 27 juli 2009. Armstrong speelde de rol van soldaat Nick Calshaw die uit Afghanistan terugkeerde met een misvormd gezicht en een handprothese nadat hij gewond geraakt was door een zelfmoordaanslag.

## Filmografie
| jaar      | film                           | rol                | opmerkingen                 |
| --------- | ------------------------------ | ------------------ | --------------------------- |
| 2004      | Teachers                       | Anthony Millington | tv-serie ( 6 afleveringen)  |
| 2005      | The Ghost Squad                | Pete Maitland      | tv-serie ( 7 afleveringen)  |
| 2006      | Losing Gemma                   | Steve              | tv-film                     |
| 2006-2009 | Robin Hood                     | Robin Hood         | tv-serie ( 39 afleveringen) |
| 2009      | Book of Blood                  | Simon Mcneal       | film                        |
| 2009      | The Street                     | Nick               | tv-serie (3 afleveringen)   |
| 2010      | Marple: The Secret of Chimneys | Anthony Cade       | tv-film                     |
| 2011      | The Field of Blood             | Terry Hewitt       | tv-serie (2 afleveringen)   |
| 2011      | Rage of the Yeti               | Bill               | tv-film                     |
| 2011      | The Body Farm                  | Nick Warner        | tv-serie (1 aflevering)     |
| 2012      | Prisoners' Wives               | Steve Roscoe       | tv-serie (6 afleveringen)   |
| 2012      | Hit & Miss                     | Ben                | tv-serie (6 afleveringen)   |
| 2012      | Twenty8k                       | Clint O'Connor     | film                        |
| 2014      | Edge of Tomorrow               | Skinner            | film                        |
| 2018      | Troy Fall of a City            | Menelaüs           | tv-serie (10 afleveringen)  |
| 2020      | Look the Other Way and Run     | Lee                | film                        |
| 2023      | Boat Story                     | Arthur Lake        | tv-serie (2 afleveringen)   |

## Theater
- Quartermaine's Terms (Royal Theatre, Northampton 2003)
- The Skin of Our Teeth (Young Vic Theatre, Londen 2004)
- Rutherford & Son (Royal Exchange, Manchester 2005)